# Paulina Piechna-Więckiewicz
Paulina Krystyna Piechna-Więckiewicz (ur. 1 grudnia 1983 w Warszawie) – polska polityk i prawniczka, wiceprzewodnicząca Sojuszu Lewicy Demokratycznej (2011–2016) i Nowej Lewicy (od 2021), podsekretarz stanu w Ministerstwie Edukacji Narodowej (od 2024).

## Życiorys
W 2014 ukończyła studia prawnicze na Wydziale Prawa i Administracji Uniwersytetu Warszawskiego. Od 2001 działała w Sojuszu Lewicy Demokratycznej i Federacji Młodych Socjaldemokratów. W wyborach w 2006 uzyskała mandat radnej rady miasta stołecznego Warszawa. Uzyskiwała go ponownie w wyborach w 2010 i 2014. W 2018 nie udało jej się odnowić mandatu, kandydując z listy KWW Jana Śpiewaka – Wygra Warszawa. W latach 2010–2012 pełniła funkcje przewodniczącej FMS, a od 2011 do 2016 wiceprzewodniczącej SLD.
W 2017 opuściła SLD. W 2019 przystąpiła do Wiosny Roberta Biedronia. Jako jej kandydatka z listy SLD ubiegała się o mandat posłanki w wyborach parlamentarnych 2019 w okręgu świętokrzyskim. Na kongresie zjednoczeniowym Wiosny z SLD w 2021, na którym utworzyły one partię Nowa Lewica, została wiceprzewodniczącą ugrupowania. Z listy tej partii ubiegała się o mandat posłanki w wyborach parlamentarnych 2023 w okręgu nr 16. W styczniu 2024 została powołana na stanowisko podsekretarza stanu w Ministerstwie Edukacji Narodowej oraz pełnomocnika ministra edukacji ds. zdrowia psychicznego uczniów. W wyborach samorządowych 2024 uzyskała mandat radnej sejmiku mazowieckiego z listy Lewicy. Bez powodzenia kandydowała z jej listy w wyborach do Parlamentu Europejskiego w tym samym roku.

## Życie prywatne
Córka Krystyny i Krzysztofa. Jest w związku małżeńskim z Michałem Więckiewiczem, również dawnym działaczem Federacji Młodych Socjaldemokratów, byłym sekretarzem gminy Stare Babice. Mają dwie córki.